# ستوبو
ستوبو صربی: Stubo) یک روستا در صربستان است که در ناحیه کولوبارا واقع شده‌است.
 ستوبو  ۲۸۲ نفر جمعیت دارد.